# Nachal Midrach
Nachal Midrach (hebrejsky: נחל מדרך) je vádí v severním Izraeli.
Začíná v nadmořské výšce okolo 300 metrů na okraji vysočiny Ramat Menaše, nedaleko od západních svahů vrchu Giv'at Jošijahu. Vede pak k severu, přičemž klesá po zalesněných svazích do zemědělsky využívaného Jizre'elského údolí, do kterého vstupuje ve vesnici Midrach Oz. Míjí zde pahorky Giv'at Ešmar a Tel Bar. Nedaleko od vesnice ústí zleva do vádí Nachal Megido.